# Hesa Airport
Hesa Airport är en flygplats i Iran.   Den ligger i provinsen Esfahan, i den centrala delen av landet, 300 km söder om huvudstaden Teheran. Hesa Airport ligger 1 613 meter över havet.
Terrängen runt Hesa Airport är en högslätt. Runt Hesa Airport är det ganska glesbefolkat, med 38 invånare per kvadratkilometer. Närmaste större samhälle är Shāhīn Shahr, 7,9 km söder om Hesa Airport. Trakten runt Hesa Airport är ofruktbar med lite eller ingen växtlighet.